# Thladiantha
Thladiantha é um género botânico pertencente à família Cucurbitaceae.

## Espécies
- Thladiantha dubia
- Thladiantha villosula
- Thladiantha oliveri

1. ↑  «Thladiantha — World Flora Online». www.worldfloraonline.org. Consultado em 19 de agosto de 2020